# Manfred Haferburg
Manfred Haferburg (* 1. Juni 1948 in Nebra) ist ein deutscher Kerntechniker. Er war Schichtleiter im Kernkraftwerk Greifswald während der Schneekatastrophe 1978/1979 und trug als solcher maßgeblich dazu bei, die Stromversorgung der damaligen DDR aufrechtzuerhalten. Später geriet er in Konflikt mit DDR-Staatsorganen und wurde Opfer von Zersetzungsmaßnahmen durch das Ministerium für Staatssicherheit. Mittlerweile ist er als Berater mit Sitz in Paris und als Autor für verschiedene Medien tätig.

## Leben
Nach Abitur und einem gleichzeitigen Berufsabschluss als Elektriker studierte Manfred Haferburg an der Technischen Universität Dresden Maschinenbau mit Vertiefungsrichtung Kernenergetik. Nach dem Abschluss 1971 begann er eine Tätigkeit als Reaktoroperator im Kernkraftwerk Rheinsberg.
1974 war er Blockleiter beim Anfahren des ersten Blockes des Kernkraftwerk Greifswald. Bis 1976 war er an der Inbetriebsetzung der nachfolgenden Reaktoren zwei bis vier beteiligt. 1976 wurde er im Kernkraftwerk Greifswald diensthabender Ingenieur und 1978 Schichtleiter. Seine Arbeit erfuhr hohe Anerkennung, gemeinsam mit Kollegen wurde er mit dem „Banner der Arbeit“ ausgezeichnet. Bei Zulassungsprüfungen war er unter den Besten.

### Schichtleiter während der Schneekatastrophe 1978/1979
Während der Schneekatastrophe 1978/1979 lieferte das Kernkraftwerk Greifswald als einziges in der DDR Strom mit voller Leistung, während viele Braunkohlekraftwerke wegen festgefrorener Kohle und logistischer Probleme nur mit reduzierter Leistung liefen oder ausfielen. Am 13. Februar 1979 wurden die Straßen zum Kraftwerk unpassierbar. Am Abend kam der letzte Zug, mit dem die Nachtschicht zum Werk gebracht und die Spätschicht abgeholt wurde, zwischen meterhohen Schneewänden gerade noch nach Greifswald zurück. Danach war auch die Bahnstrecke zugeweht. Ein Versuch, am Morgen des 14. Februar neues Personal in einem Konvoi aus Räumfahrzeugen und Bussen zum Kraftwerk zu bringen, scheiterte. Die nun im Werk eingeschlossene Nachtschicht mit rund eintausend Personen arbeitete unter Haferburgs Leitung durchgehend über 50 Stunden, bis bei noch anhaltendem Schneetreiben Ablösung mit Armeehubschraubern eingeflogen werden konnte. Haferburg verließ das Werk mit dem letzten Hubschrauber nach rund 70 Stunden Dienst.
Der Mitteldeutsche Rundfunk (MDR) beschrieb die Ereignisse im Kraftwerk später in mehreren Beiträgen der Sendereihe Lebensretter. Haferburg selbst verarbeitete sie 2013 in seinem Roman Wohn-Haft.

### Zersetzung durch Ministerium für Staatssicherheit und Haft
Wegen seiner Tätigkeit im Kernkraftwerk unterzog das Ministerium für Staatssicherheit (Stasi) Haferburg 1973 einer Operativen Personenkontrolle. Dabei wurden seine unpolitische Haltung und sein mangelndes Bekenntnis zur SED-Diktatur bemängelt. Ein Vorgesetzter berichtete als Inoffizieller Mitarbeiter (IM), Haferburg habe während der Arbeit zu Beatmusik getanzt. Die Stasi empfahl, seinen Einsatz am Reaktor und weitere Beförderungen abzulehnen, der Kraftwerksbetrieb entschied jedoch anders.
Haferburg weigerte sich in den folgenden Jahren mehrmals, in die SED einzutreten, und wies einen Versuch der Stasi zurück, ihn als Informanten anzuwerben. Als er einem Bekannten davon erzählte, berichtete dieser der Stasi und fügte hinzu, Haferburg höre Musik des DDR-Dissidenten Wolf Biermann, betrachte die August-Streiks 1980 in Polen als Widerstand gegen die Diktatur und habe nur aus privaten Gründen noch keinen Ausreiseantrag gestellt. Er würde nichts im DDR-Staat akzeptieren und „schimpft und hetzt und wettert gegen alles“. Die Stasi eröffnete 1980 eine weitere Operative Personenkontrolle mit der Bezeichnung „Silo“ und dem Ziel, Vorbereitung und Versuch eines ungesetzlichen Grenzübertrittes nachzuweisen. Nachdem dies bis 1983 nicht gelungen war, wurde dennoch entschieden, Haferburg aus seiner Funktion als Schichtleiter „herauszulösen“, wobei verschiedene Zersetzungsmaßnahmen zum Einsatz kamen.
Nachdem der Umgang der DDR-Diktatur mit der Nuklearkatastrophe von Tschernobyl und deren Verharmlosung Haferburg weiter in den politischen Widerstand getrieben hatten, versuchte er im Mai 1988, gemeinsam mit seiner damaligen Freundin über die Tschechoslowakei in den Westen auszureisen. Er wurde im Zug von Prag nach Nürnberg festgenommen. Nach Untersuchungshaft in Pilsen und in einem Haftkrankenhaus in Prag wurde er in die DDR überführt und in die zentrale Untersuchungshaftanstalt Berlin-Hohenschönhausen gebracht. Dort wurde er regelmäßig verhört und misshandelt, verlor rund zehn Kilogramm an Gewicht und musste schließlich im Haftkrankenhaus behandelt werden. Als er von der genehmigten Ausreise der DDR-Botschaftsflüchtlinge erfuhr, kündigte er aus Protest gegen seine Haft einen Hungerstreik an. Nach einer Generalamnestie des DDR-Staatsrates wurde er am 30. Oktober 1989 entlassen, wobei man ihn mit verbundenen Augen aus einem Auto auf die Straße warf, und kehrte zunächst nach Greifswald zurück. Dort galt er mit seiner schlechten körperlichen Verfassung der inzwischen erstarkten Protestbewegung gegen das SED-Regime als Symbol für dessen Untaten und war für mehrere Parteimitglieder Grund, ihre langjährigen Mitgliedschaften zu kündigen. Kurz darauf durfte er ausreisen und zog zu seiner Freundin, der die Flucht gelungen war, nach Bad Honnef.

### Nach der Wende
Nach der Wende war Haferburg zunächst für einen großen Energieversorger tätig. Inzwischen arbeitet er für eine internationale Organisation mit Sitz in Frankreich und berät weltweit Kernkraftwerke zum Thema nukleare Sicherheit. Er lebt mit seiner Frau in Paris. Seine Erfahrungen mit der DDR-Staatssicherheit verarbeitete er 2013 in seinem Roman Wohn-Haft, zu dem sein Freund Wolf Biermann ein Vorwort schrieb.
Haferburg ist regelmäßiger Autor bei der Achse des Guten und tritt als Experte bei Diskussionen und Debatten rund um das Thema Kernenergie auf, zuletzt vor dem Hintergrund der Energiekrise in Europa 2022.

## Bücher
- Wohn-Haft, Verlag KUUUK, 2013, ISBN 978-3-939832-59-1.
- Atomenergie – jetzt aber richtig – Wie die „dümmste Energiepolitik der Welt“ abgewendet werden kann (mit Klaus-Dieter Humpich). Verlag Achgut Edition, 2024, ISBN 978-3-9825848-2-9.

## Wissenschaftliche Veröffentlichungen
- Simulation: The Core of Computer Based Training, In: Simulators International XIII: Proceedings of the 1996 Simulation Multiconference, 1996, S. 38–43.
- Sicherheitstechnische und ökonomische Bewertung von Sicherheitseinschlußsystemen für KKW und PWR, In: Kernenergie: Zeitschrift für Kernforschung und Kerntechnik, Band 20, 1977.